# Думешть (Васлуй)
Думешть, Думешті (рум. Dumești) — село у повіті Васлуй в Румунії. Адміністративний центр комуни Думешть.
Село розташоване на відстані 283 км на північ від Бухареста, 40 км на північний захід від Васлуя, 40 км на південний захід від Ясс.

## Населення
За даними перепису населення 2002 року у селі проживали 2217 осіб.
Національний склад населення села:
| Національність | Кількість осіб | Відсоток |
| -------------- | -------------- | -------- |
| румуни         | 1986           | 89,6%    |
| цигани         | 229            | 10,3%    |

Рідною мовою назвали:
| Мова      | Кількість осіб | Відсоток |
| --------- | -------------- | -------- |
| румунська | 2016           | 90,9%    |
| циганська | 199            | 9,0%     |